# 鈴木錦泉
鈴木 錦泉（すずき きんせん、1867年‐1945年）とは明治から昭和にかけての挿絵画家、口絵画家。

## 来歴
1867年に和歌山市に生まれる。本名は為之丞。または尚俊とも号している。父は和歌山藩士であったが、明治維新によって職を失い、その後に始めた事業にもことごとく失敗、錦泉は和歌山にいる頃から筑紫翠雲に師事、南画を習い、雲溪という号をもっていた。その後、錦泉は大阪に出て絵を描こうとしたが、大阪という商業都市では南画は受け入れられなかった。そこで、生活のため、独学で浮世絵を学び、夥しい数に上る講談本の口絵や『神戸新聞』の挿絵を描くようになった。勤勉な性格で有職故実を習得、間違いのない時代考証に基づいた木版口絵を描くことに努めたほか、文筆面においても達筆であった。また、近畿地方の文化財の保存に携わる仕事にも従事している。大阪において発行された講談本の数は1500種とも2000種とも言われたが、その内70から80パーセントに上る口絵を錦泉がてがけており、その特徴は描かれた人物の容貌、体形とも細身である点にあった。

## 作品抄
- 「新華族」 巖谷小波作 駸々堂版 1896年（明治29年）
- 「玉手箱」 嵩山堂版 1897年（明治30年）
- 「美少年」 稲岡奴之助作 駸々堂版 明治33年
- 「毒婦生首お藤」 旭堂小南陵作 此村欽英堂版 明治33年
- 「豪傑飯田武勇伝」旭堂小南陵作 島之内同盟版 明治35年
- 「阿波騒動暁星五郎」 神田伯竜作 成象堂版 明治35年
- 「奥平源八郎浄瑠璃坂敵討」 玉秀斎作 玉成堂版 明治36年
- 「真田幸村諸国漫遊記」 玉秀斎作 玉成堂版 明治36年
- 「南郷お千代尾張大八」 京山一円作 島之内同盟版 明治41年
- 「侠客尾張大八」 京山一円作 島之内同盟版 明治41年
- 「中条兵庫旅日記」 玉秀斎作 樋口隆文館版 明治41年
- 「緒方力丸黒姫山之旗揚」 玉秀斎作 樋口隆文館版 明治42年
- 「女侠客村岡お園」 玉秀斎作 文明堂版 明治42年
- 「阿漕廼旗風伊勢騒動」 玉秀斎作 積善館版 明治43年
- 「松若丸」 玉秀斎作 誠進堂版 明治44年
- 「名将八幡太郎義家」 玉秀斎作 偉業館版 明治44年
- 「吾妻侠客弁慶小左衛門」 玉秀斎作 文明堂版 明治45年
- 「小栗馬術の誉」 玉秀斎作 金華堂版 明治45年
- 「吉原名花勝山太夫」 玉秀斎作 春江堂版 大正5年
- 「実説古狸合戦四国奇談」 神田伯竜作 玉成堂版 明治43年
- 「原惣左衛門」 神田伯竜作 奎文堂版 明治43年